# Oksibil
Oksibil är ett distrikt i Indonesien.   Det ligger i kabupatenet Kabupaten Pegunungan Bintang och provinsen Papua, i den östra delen av landet, 3 700 km öster om huvudstaden Jakarta.